# Útušice
Útušice är en ort i Tjeckien.   Den ligger i regionen Plzeň, i den västra delen av landet, 90 km sydväst om huvudstaden Prag. Útušice ligger 337 meter över havet och antalet invånare är 546.
Terrängen runt Útušice är huvudsakligen platt, men söderut är den kuperad. Runt Útušice är det ganska tätbefolkat, med 75 invånare per kvadratkilometer. Närmaste större samhälle är Plzeň, 7,7 km norr om Útušice. Trakten runt Útušice består till största delen av jordbruksmark.